# Phil Hungerecker
Phil Hungerecker (* 3. August 1994 in Lüneburg) ist ein deutscher Eishockeyspieler, der seit Mai 2022 bei den Schwenninger Wild Wings aus der Deutschen Eishockey Liga (DEL) unter Vertrag steht und dort auf der Position des Stürmers spielt. Zuvor war Hungerecker bereits für die Adler Mannheim und Grizzlys Wolfsburg in der DEL aktiv. Sein jüngerer Bruder Leon ist ebenfalls professioneller Eishockeyspieler.

## Karriere
Hungerecker spielte zunächst in der Nachwuchsabteilung seines Heimatklubs, dem Adendorfer EC. Zur Saison 2007/08 folgte ein Wechsel zu den Hannover Indians in die Schüler-Bundesliga, wo er Topscorer seines Teams wurde. Zudem kam der Stürmer zu zwei Einsätzen in der Jugend-Bundesliga für Hannover. Bereits in der folgenden Spielzeit erfolgte der Wechsel nach Iserlohn, wo er für die Young Roosters ebenfalls in der Schüler-Bundesliga auflief und wieder bester Scorer seiner Mannschaft wurde. Die nächste Station zur Saison 2009/10 war der Nachwuchs des EHC Dortmund, wo er erneut in der Jugend-Bundesliga spielte. Zudem bestritt er eine Partie für die Young Roosters in der Deutschen Nachwuchsliga (DNL). Es folgte zur Spielzeit 2010/11 der Wechsel zurück nach Hannover zu den Indians, wo er ebenfalls in der Jugend-Bundesliga auflief.

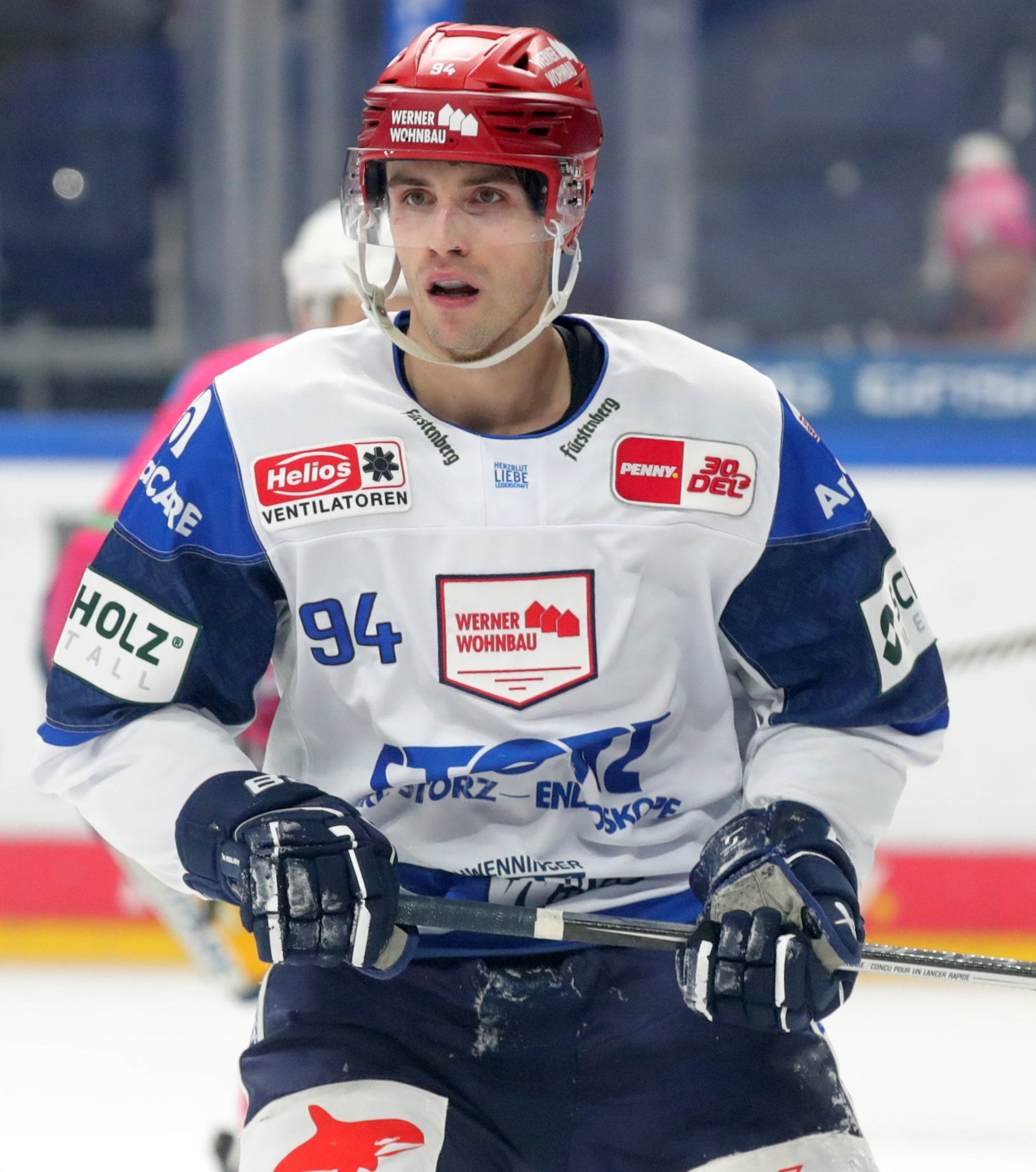
Hungerecker im Trikot der Schwenninger Wild Wings (2023)

Nach der Saison entschied sich Hungerecker für die Rückkehr zu seinem Stammverein nach Adendorf. Mit 17 Jahren spielte er dort in der ersten Mannschaft in der drittklassigen Oberliga Nord und gewann dort die Qualifikationsrunde für den DEB-Pokal. Auch den folgenden zwei Spielzeiten lief er für die Heidschnucken auf und konnte seine Punkteausbeute jährlich steigern. Insgesamt kam er in drei Jahren in 101 Spielen auf 65 Punkte, darunter 42 Tore. Da der Adendorfer EC sich nach der Saison 2013/14 in die viertklassige Regionalliga Nord zurückzog, folgte der Wechsel zu einem bisherigen Ligakonkurrenten, den Hannover Scorpions. Dort konnte er sich nach Anfangsschwierigkeiten in der Topreihe neben dem erfahrenen Ex-Nationalspieler Andreas Morczinietz etablieren. Mit den Scorpions gewann er in den Playoffs die Meisterschaft der Oberliga Nord, wobei er im entscheidenden dritten Spiel der Serie das wichtige 1:0 erzielen konnte. Auch in der folgenden Spielzeit blieb Hungerecker in Hannover und konnte seine Punkteausbeute zum Vorjahr steigern. Im Juli 2016 gaben die Kassel Huskies aus der DEL2 die Verpflichtung Hungereckers für die folgende Saison bekannt. Unter Coach Rico Rossi lief er zunächst nur in der dritten und vierten Angriffsreihe auf, konnte sich aber im weiteren Verlauf der Saison einen Stammplatz in der ersten Reihe erkämpfen. Als einziger Husky stand er in allen 52 Vorrunden- sowie neun Playoff-Partien auf dem Eis und kam auf insgesamt 40 Scorerpunkte. Bereits vor den Playoffs verlängerten die Kassel Huskies den auslaufenden Vertrag.
Die starke Premierensaison in der DEL2 hatte Aufmerksamkeit erregt und so verpflichteten die Adler Mannheim aus der Deutschen Eishockey Liga (DEL) Hungerecker im Mai 2017 mit einer Förderlizenz. Nachdem sich der Stürmer in der Vorbereitung empfehlen konnte, rückte er zu Saisonbeginn überraschend in den Kader der Adler und stand beim ersten Pflichtspiel in der Champions Hockey League, auf dem Eis. Trainer Sean Simpson beließ Hungerecker in der Folge im Kader. Lediglich Mitte September und in der Olympiapause streifte er das Trikot von Kooperationspartner Kassel für sieben Spiele über. Für die Adler erzielte er in 49 Hauptrundenpartien 17 Tore und acht Vorlagen. In den Playoffs konnte er dann zum Viertelfinal-Erfolg über den ERC Ingolstadt zwei Tore und drei Vorlagen beisteuern, blieb aber in der anschließenden Halbfinalserie gegen den späteren Meister aus München punktlos. War Hungerecker schon während der Saison zum DEL-Spieler des Monats Oktober ernannt worden, so wurde er nach der Saison zum DEL-Rookie des Jahres gewählt. Bereits im Februar 2018 gaben die Adler die Vertragsverlängerung bis 2020 bekannt. Am Ende des Spieljahres 2018/19 feierte er mit den Adlern den Gewinn der Deutscher Meisterschaft.
Nach Ablauf des Vertrages wechselte Hungerecker zur Saison 2020/21 innerhalb der DEL zu den Grizzlys Wolfsburg, mit denen er 2021 Vizemeister wurde. Er blieb mit lediglich 14 Scorerpunkten in 82 Einsätzen – davon lediglich vier in seinem zweiten Jahr – aber hinter den Erwartungen zurück. Nach zwei Jahren in Wolfsburg nahmen ihn im Sommer 2022 die Schwenninger Wild Wings unter Vertrag. Dort sammelte der Stürmer in den folgenden beiden Jahren jeweils über 20 Scorerpunkte.

### International
In der deutschen Nationalmannschaft gab Hungerecker im Verlauf der Saison 2018/19 sein Debüt, nachdem er in den Junioren-Auswahlteams des Deutschen Eishockey-Bundes keine Berücksichtigung gefunden hatte. Der Stürmer war Teil des deutschen Aufgebots beim Deutschland Cup 2018.

## Erfolge und Auszeichnungen
- 2018 DEL-Rookie des Jahres
- 2019 Deutscher Meister mit den Adler Mannheim
- 2021 Deutscher Vizemeister mit den Grizzlys Wolfsburg

## Karrierestatistik
Stand: Ende der Saison 2024/25
(Legende zur Spielerstatistik: Sp oder GP = absolvierte Spiele; T oder G = erzielte Tore; V oder A = erzielte Assists; Pkt oder Pts = erzielte Scorerpunkte; SM oder PIM = erhaltene Strafminuten; +/− = Plus/Minus-Bilanz; PP = erzielte Überzahltore; SH = erzielte Unterzahltore; GW = erzielte Siegtore; 1 Play-downs/Relegation; Kursiv: Statistik nicht vollständig)